# 大才回族乡
大才回族乡是中华人民共和国青海省西宁市湟中区下辖的一个民族乡。

## 行政区划
大才回族乡下辖以下村级行政区划单位：
孙家尧村、大才村、甘家村、曲渠村、上错隆村、阴坡村、前沟村、中沟村、下后沟村、下白崖村、马场村、上白崖村、小沟尔村、立欠村、占林村、小磨石沟村、大磨石沟村、上后沟村和扎子村。